# Zhi Yi

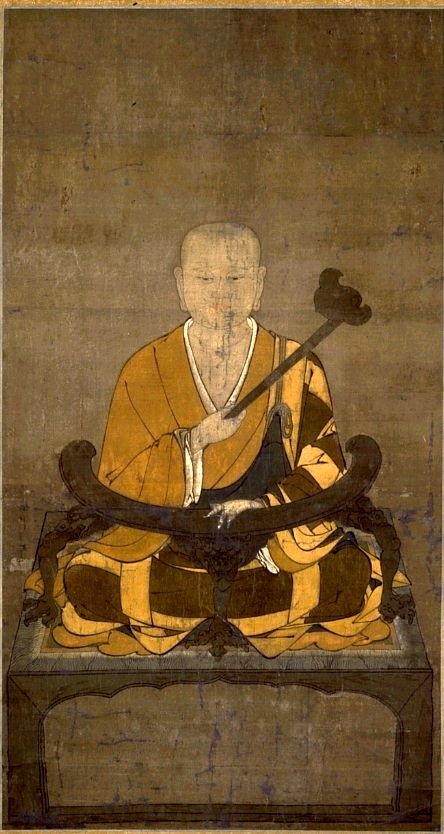
Zhiyi

Zhi Yi (* 538; † 597) war der Begründer des Tiantai-Buddhismus.
Zhi Yi genoss als Repräsentant der buddhistischen Religion in China das Wohlwollen des Sui-Kaisers Yangdi. Als dieser Kronprinz während der Herrschaft seines Vaters Wendi war, erhielt Zhi Yis Bergkloster regelmäßige Zahlungen aus staatlichen Mitteln. Dies hing auch mit der legitimatorischen Rolle zusammen, die der Buddhismus der neuen Dynastie verlieh.